# Gromadzki przodownik weterynaryjny
Gromadzki przodownik weterynaryjny – osoba przysposobiona do pełnienia funkcji zoohigienicznych w gospodarstwie rolnym, która  udzielała pomocy sołtysom w zakresie prowadzenia i rozszerzenia opieki weterynaryjnej nad inwentarzem żywym rolnika. Przodownik weterynaryjny spełniał swoje zadania społecznie.

## Powołanie przodowników weterynaryjnych
Na podstawie dekretu z 1945 r. o izbach lekarsko-weterynaryjnych utworzono izby jako organ samorządu zawodowego lekarzy weterynaryjnych. Okólnikiem  Ministra Rolnictwa i Reform Rolnych z 1948 r. w sprawie gromadzkich przodowników weterynaryjnych powołano przodowników weterynaryjnych.

## Obowiązki przodowników weterynaryjnych
Do obowiązków gromadzkich przodowników weterynaryjnych należało udzielanie pomocy sołtysom w zakresie wykonywanych przez nich czynności, wynikających z rozporządzenia Prezydenta RP z  1927 r. o zwalczaniu zaraźliwych chorób zwierzęcych.
W szczególności pomoc sołtysowi dotyczyła:
- uaktywnienia walki z chorobami zaraźliwymi zwierząt domowych przez natychmiastowe sygnalizowanie o ich wybuchu właściwemu sołtysowi.
- dopilnowania na obszarze gromad dla których zostali wyznaczeni wykonywania zarządzeń weterynaryjnych władz administracyjnych,
- wykonywania dozoru nad grzebowiskami zwłok zwierzęcych oraz dopilnowania nieszkodliwego usuwania zwłok lub ich części,
- współpracy z organami służby weterynaryjnej, oraz instytucjami i organizacjami rolniczo-hodowlanymi, zwłaszcza przy zwalczaniu pasożytniczych chorób zwierzęcych, jak giez bydlęcy, motylica, wągrzyca itp.
- udzielania pomocy sołtysom przy wydawaniu przez nich świadectw miejsca pochodzenia zwierząt.

Ponadto do czynności gromadzkich przodowników weterynaryjnych należało udzielanie pierwszej pomocy weterynaryjnej w wypadkach nagłego wzdęcia u bydła, zadławienia oraz krwotoków, jak również pouczenie posiadaczy zwierząt o sposobie postępowania do czasu przybycia lekarza weterynaryjnego w wypadku wypadnięcia pochwy lub macicy, ciężkich porodów, ochwatu, mięśniochwatu u koni oraz w wypadkach uboju z konieczności.

## Powoływanie przodowników weterynaryjnych
Kandydatów na gromadzkich przodowników weterynaryjnych wyznaczała gminna rada narodowa na wniosek zarządu gminy zgłoszony po porozumieniu się z zarządem gminnym związku samopomocy chłopskiej.
Kandydatami na gromadzkich przodowników weterynaryjnych były osoby, które ukończyły 18 lat życia, umiejące biegle czytać i pisać.
Na stanowiska gromadzkich przodowników weterynaryjnych byli wyznaczani kandydaci, którzy ukończyli z wynikiem pomyślnym kurs dla przodowników weterynaryjnych.
Kursy dla gromadzkich przodowników weterynaryjnych organizowały powiatowe zarządy związku samopomocy chłopskiej, przy współudziale powiatowych związków samorządowych. Wykładowcami na wymienionych kursach byli wyłącznie osoby wyznaczone przez właściwego wojewodę. Wynagrodzenie wykładowców  pokrywano z funduszów państwowych.

## Program kursów dla przodowników
Według załącznika nr 1 okólnika Ministra Rolnictwa i Reform Rolnych z 1948 r. w sprawie kursów dla przodowników weterynaryjnych, kurs trwał nie mniej niż 36 godzin wykładowych.
Na kursie były wykładane następujące przedmioty:
- zarys anatomii i fizjologii zwierząt;
- choroby zaraźliwe zwierząt domowych;
- pierwsza pomóc w nagłych wypadkach;
- higiena weterynaryjna;
- pielęgnacja kopyt i racic;
- choroby pasożytnicze.

## Podręczna apteczka przodowników
Według załącznika nr 2 okólnika Ministra Rolnictwa i Reform Rolnych z 1948 r. w sprawie podręcznej apteczki dla gromadzkich przodowników weterynaryjnych, przodownicy wyposażeni byli w podręczną apteczkę, która zawierała podstawowe instrumenty i medykamenty. W związku z tym gromadzcy przodownicy weterynaryjni prowadzili książkę inwentarzową i materiałową.